# 이자슬라프 3세

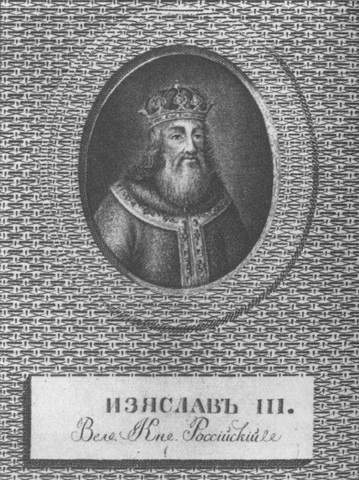
이자슬라프 3세

이자슬라프 3세(러시아어: Изяслав Давидович 이자슬라프 다비도비치[*], 우크라이나어: Ізяслав Давидович 이자슬라우 다비도비치[*], 1115년경 ~ 1162년)는 키예프 대공국의 대공(재위: 1154년 ~ 1155년, 1157년 ~ 1158년, 1162년)이다. 류리크 왕조 출신이며 체르니히우의 다비드 스뱌토슬라비치 공작의 아들이다.
| 전임 유리 돌고루키 | 키예프 대공 1154년 ~ 1155년, 1157년 ~ 1158년, 1162년 | 후임 로스티슬라프 1세 |